# Лункани (Хунедоара)
Лункани (рум. Luncani) насеље је у Румунији у округу Хунедоара у општини Бошород. Oпштина се налази на надморској висини од 435 m.

## Становништво
Према подацима из 2002. године у насељу је живело 91 становника, од којих су сви румунске националности.